# Ramakien
Il Ramakien è un poema epico thailandese ispirato al poema epico indiano Rāmāyaṇa.
L'opera ha avuto una grande influenza sulla cultura thailandese. Anche se la trama è identica a quella del Rāmāyaṇa, molti aspetti sono stati ambientati in un contesto thailandese (abbigliamento, topografia, elementi della natura, armi). Ne esistono attualmente tre copie dopo la distruzione di molte copie accaduta durante la distruzione di Ayutthaya nel 1767. Una di queste fu scritta nel 1797 sotto la supervisione del re Rama I.